# Venucia R30
Der Venucia R30 ist ein Kleinwagen des Automobilherstellers Venucia, der auf der vierten Generation des Nissan Micra basiert. Das Fahrzeug wurde in China zwischen Juli 2014 und Oktober 2016 verkauft. In Europa war der R30 nicht erhältlich.
Der Fünftürer wird von einem 54 kW (73 PS) starken 1,2-Liter-Dreizylindermotor angetrieben, der auch im Micra eingesetzt wird. Das Fahrzeug war in vier Ausstattungsvarianten erhältlich.

## Technische Daten
|                                             | 1.2                   |
| Bauzeitraum                                 | 07/2014–10/2016       |
| Motorkenndaten                              |                       |
| Motorkenncode                               | HR12DE                |
| Motortyp                                    | R3-Ottomotor          |
| Hubraum                                     | 1198 cm³              |
| Verdichtungsverhältnis                      | 9,8 : 1               |
| max. Leistung bei min−1                     | 54 kW (73 PS) / 5000  |
| max. Drehmoment bei min−1                   | 104 Nm / 4000         |
| Kraftübertragung                            |                       |
| Antrieb                                     | Vorderradantrieb      |
| Getriebe, serienmäßig                       | 5-Gang-Schaltgetriebe |
| Messwerte                                   |                       |
| Höchstgeschwindigkeit                       | 155 km/h              |
| Beschleunigung, 0–100 km/h                  | 14,6 s                |
| Kraftstoffverbrauch auf 100 km (kombiniert) | 5,5 l Super           |
| Tankinhalt                                  | 36,5 l                |